# Wasilij Żytariew
Wasilij Gieorgijewicz Żytariew (ros. Василий Георгиевич Житарев; ur. 1?/13 stycznia 1891 w Moskwie, zm. 13 kwietnia 1961 tamże) – rosyjski i radziecki piłkarz, grający jako skrzydłowy lub napastnik. Reprezentant Imperium Rosyjskiego.

## Kariera piłkarska
Wychowanek moskiewskiej drużyny KFS.
W latach 1911–1918 był zawodnikiem klubu ZKS, z którym dwukrotnie (1914, 1916) zdobywał mistrzostwo Moskwy. W tym czasie był powoływany do reprezentacji Imperium Rosyjskiego, wystąpił w Igrzyskach Olimpijskich 1912, gdzie asystował przy jedynej bramce Sbornej.
W 1923 został zawodnikiem nowo powstałego klubu Dinamo Moskwa. 17 czerwca 1923, w meczu z Priesnią (2–3), zdobył pierwszą bramkę w historii Dinama.
Po zakończeniu kariery piłkarskiej był pracownikiem różnych obiektów sportowych w Moskwie.